# Shoesmith Glacier
Shoesmith Glacier är en glaciär i Antarktis. Den ligger i Västantarktis. Argentina, Chile och Storbritannien gör anspråk på området. Shoesmith Glacier ligger 460 meter över havet.
Terrängen runt Shoesmith Glacier är huvudsakligen kuperad, men västerut är den platt. Havet är nära Shoesmith Glacier österut. Trakten är obefolkad. Det finns inga samhällen i närheten. 